# Józef Szczepan

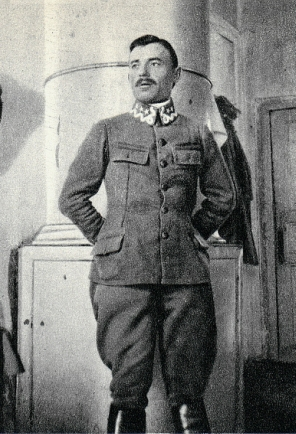
Kpt. Józef Szczepan w czasie służby w Legionach Polskich

Józef Szczepan (ur. 24 lutego 1885 w Babicy, zm. 4 marca 1936 w Krakowie) – podpułkownik piechoty Wojska Polskiego, działacz niepodległościowy, kawaler Orderu Virtuti Militari.

## Życiorys
Urodził się 24 lutego 1885 roku w Babicy, w ówczesnym powiecie rzeszowskim Królestwa Galicji i Lodomerii, w rodzinie Andrzeja i Katarzyny z Pasternaków. W 1906 zdał maturę w gimnazjum w Rzeszowie i rozpoczął studia w wiedeńskiej Akademii Handlowej. W 1908 został powołany do odbycia obowiązkowej służby wojskowej w 18 pułku piechoty Obrony Krajowej w Przemyślu, w charakterze jednorocznego ochotnika. W październiku 1909 rozpoczął pracę w Banku Rolniczym we Lwowie, w charakterze urzędnika. Od 1 maja 1912 roku był instruktorem Polowych Drużyn Sokolich.
W sierpniu 1914 roku objął dowództwo II batalionu Legionu Wschodniego. We wrześniu 1914 roku, po rozwiązaniu Legionu, został adiutantem 3 pułku piechoty. Następnie dowodził II batalionem. 6 lipca 1916 roku, po bitwie pod Gradami, jako najstarszy oficer objął dowództwo pułku w miejsce podpułkownika Henryka Minkiewicza, który dostał się do rosyjskiej niewoli. Obowiązki dowódcy pułku pełnił do 29 września 1916 roku, po czym ponownie objął komendę II batalionu. W czasie służby w Legionach Polskich dwukrotnie awansował: 25 października 1914 roku na porucznika i 25 czerwca 1915 roku na kapitana. Latem 1917 roku, po kryzysie przysięgowym, pozostał w Polskim Korpusie Posiłkowym. W połowie lutego 1918 roku, w czasie bitwy pod Rarańczą, przebywał na urlopie w Warszawie. Przedostał się do Twierdzy Bobrujsk, gdzie został dowódcą szkoły podoficerskiej 2 Dywizji Strzelców Polskich. W maju 1918 roku, po rozbrojeniu I Korpusu Polskiego, przedostał się do Kijowa, gdzie pełnił funkcję oficera łącznikowego Wojska Polskiego na Wschodzie. 
W listopadzie 1918 roku wrócił do Warszawy i został przyjęty do Wojska Polskiego. W styczniu 1919 roku został inspektorem wyszkolenia piechoty w Dowództwie Okręgu Generalnego „Kraków”. Następnie objął dowództwo Grupy „A” Frontu Cieszyńskiego podczas wojny polsko-czechosłowackiej. 28 marca 1919 roku w Zegrzu objął dowództwo 3 pułku piechoty Legionów. 11 czerwca 1920 roku został zatwierdzony z dniem 1 kwietnia 1920 roku w stopniu podpułkownika, w piechocie, w grupie oficerów byłych Legionów Polskich.
Od 28 sierpnia 1920 roku dowodził 48 pułkiem piechoty Strzelców Kresowych. 6 maja 1922 roku został przeniesiony do rezerwy. W latach 1923–1924 był oficerem rezerwowym 48 pułku piechoty Strzelców Kresowych w Stanisławowie. W 1934 roku pozostawał w ewidencji Powiatowej Komendy Uzupełnień Warszawa Miasto III. Posiadał przydział do Oficerskiej Kadry Okręgowej Nr I. Zmarł 4 marca 1936 roku w Krakowie po długiej i ciężkiej chorobie. Pochowany na Cmentarzu Rakowickim w Krakowie (kwatera 2 WOJ-płn-6). Był kawalerem, dzieci nie miał.

## Ordery i odznaczenia
- Krzyż Srebrny Orderu Wojskowego Virtuti Militari nr 7341 – 17 maja 1922[16][1][17]
- Krzyż Niepodległości – 15 kwietnia 1932 „za pracę w dziele odzyskania niepodległości”[18]
- Krzyż Walecznych czterokrotnie
- Krzyż za Obronę Śląska Cieszyńskiego II kl. – 2 października 1919[19],
- Medal Pamiątkowy za Obronę Śląska Cieszyńskiego[20].